# Sandomierski
Sandomierski là một huyện thuộc tỉnh Świętokrzyskie của Ba Lan. Huyện có diện tích 676 km². Đến ngày 1 tháng 1 năm 2011, dân số của huyện là 80147 người và mật độ 119 người/km².